# Ivan Kavanagh
Pour les articles homonymes, voir Kavanagh.
Ivan Kavanagh, né en 1973 à Dublin, est un cinéaste irlandais. Il a réalisé six longs métrages (dont cinq ont été montés par lui-même) et dix courts métrages.

## Filmographie
- 2007 : The Solution
- 2007 : Tin Can Man (en)
- 2008 : Our Wonderful Home
- 2009 : The Fading Light (en)
- 2014 : The Canal (en)
- 2019 : Never Grow Old
- 2021 : The Son (Son)

Prochainement
- The Disassembled Man